# 의군부
의군부(義軍府)는 일제강점기 한국의 무장독립운동단체, 군정부(軍政府)이다. 1923년 통의부에서 전덕원 등 복벽파가 탈퇴하여 성립되었다.

## 배경
1922년 2월 통군부 결성 시에는 복벽적(復辟的) 성향을 띤 채상덕, 이웅해(李雄海), 전덕원(全德元) 등이 통군부를 주도했으나, 8월 통의부가 결성되면서 점차 김동삼(金東三), 오동진(吳東振), 현정경(玄正卿) 등 공화적(共和的) 성향의 인물들이 새로운 지도부를 형성하게 되었다. 반면에 의용군의 실질적 리더인 중대장 백광운(白狂雲, 蔡燦), 최석순(崔碩淳), 최지풍(崔智豊), 김명봉(金鳴鳳)은 의병 출신이라 대개 복벽적 입장을 고수하고 있었다.
이런 가운데 전덕원과 양기탁(梁起鐸)의 의견불화가 표면화되었다. 전덕원은 최익현 휘하의 소모장(召募將) 출신으로 대한독립단의 간부로 활약하였고, 양기탁은 애국계몽운동의 주도 인물로 1920년 말 만주로 온 이후 남만주 지역 독립군 단체의 통일운동을 전개하였다. 두 사람의 개성(個性) 차이와, 통의부 결성과 함께 드러난 복벽주의 세력의 상대적 약화 추세는 곧 이들의 반발을 초래하였다. 즉 1922년 10월 14일 전덕원 계열의 의용군 20여 명이 관전현에 있던 양기탁 일행을 습격하는 사건이 발생하였다. 이 사건으로 통의부 선전국장 김창의(金昌義)가 현장에서 사살되고, 양기탁, 현정경, 김관성(金寬成), 황동호(黃東湖), 고할신(高轄信) 등의 간부들이 체포, 구금당하였다. 이후 통의부 내 복벽주의 계열과 공화주의 계열의 대립은 더욱 고조되어 12월 하순에는 교전이 있었고, 1923년 1월에는 홍경현 홍묘자(紅廟子) 방면에서 대규모 유혈사태가 발생하기에 이르렀다. 제5중대장 김명봉(金鳴鳳)과 부대장 조태현(趙泰賢)은 통의부를 불신한다는 혐의로 피살되고, 제5중대의 무기를 타 중대가 강제로 압수하는 불상사가 발생하였다.

## 의군부의 성립
결국 전덕원을 비롯하여 채상덕(蔡相悳)·김평식(金平植)·오석영(吳錫永)·박대호(朴大浩) 등 복벽주의 계열은 1923년 2월 통의부를 탈퇴하고, 따로 환인현 대황구(大荒溝)에서 의군부(義軍府)를 결성하였다. 그러나 이때까지는 의용군 5개 중대는 일단 중립적 태도를 견지하고 있었으나 의군부 결성 시 함께 분열하였다.

## 조직
- 채상덕
- 군무통감 전덕원
  - 유격대장 이경일(李京日)
  - 소대장 전일록(全日錄)

## 활동
의군부는 무장활동에 중점을 두고, 또 기동성(機動性)을 고려하여 통의부에 비해서는 간소한 조직으로 편성되었다. 의군부는 융희 연호(隆熙年號)를 사용했으며, 의병 출신들이 많았기 때문에 풍부한 실전경험으로 국내진공전(國內進攻戰)을 통해 일제 침략기관을 공격하는 등 활발한 활동을 전개하여 한때는 통의부 관할지역을 위협하기도 하였다.
- 평안북도 의주군 청성진(淸城津)을 공격, 경찰관주재소·세관출장소·우편국을 기습, 파괴하고 일본경찰과 치열한 전투를 전개하였다.

## 해체
그러나 중국대륙 전반에 공화주의가 대세로 등장하였고, 러시아 혁명으로 사회주의 기운이 확산됨에 따라 복벽주의 계열은 위축될 수 밖에 없었다. 의군부는 점차 통의부에 압도되었고, 일부 잔류세력마저 1924년에 참의부로 편입되었다.

## 같이 보기
- 대한통의부
- 참의부
- 군정부

## 참고자료
- 한민족독립운동사, '국사편찬위원회 한국사데이터베이스'